# APS Austria Personalservice
Die APS Group GmbH & Co KG ist ein Familienunternehmen mit Sitz in Linz, das österreichweit im Bereich der Personaldienstleistung tätig ist. Die APS Group beschäftigt durchschnittlich 1500 Mitarbeiter an 12 Standorten in Österreich und 1 Standort in Deutschland.

## Geschichte
Im Jahr 1983 wurde die Firma Project Consult gegründet, die 1990/1991 Hans Gert Breinl zur Gänze übernommen wurde. Im Geschäftszweig der Arbeitskräfteüberlassung beschäftigte das Unternehmen Zeitarbeitskräfte vor allem in den Sparten Industrie, Gewerbe und Bau. Im Jahr 2000 erfolgte die Umbenennung in GetWork Personaldienstleistungen und die Einbringung in eine Holding. Nach Verschmelzungen mit den steirischen Zeitarbeitsunternehmen ZAT und aps Personalservice, tritt das Unternehmen seit 2009 unter dem Namen APS Group GmbH & Co KG auf. Um auf dem deutschen Markt Fuß zu fassen, wurde im Jahr 2012 mit dem Zeitarbeitsunternehmen Steigerwald Personal GmbH kooperiert. 2014 kam es zur Verschmelzung mit Eurojobs Österreich und Liechtenstein sowie dem Tochterunternehmen Aergos. Im Jahr 2021 firmierte sich APS Austria Personalservice um auf APS Group GmbH und Co KG.

## Dienstleistungen
Neben der Personalbereitstellung von Arbeitskräften in den Bereichen Industrie, Gewerbe, Logistik und Handel gehören auch On-Site-Management, Master Vendoring, Payroll und die Personalvermittlung zum Kerngeschäft.